# Eleocharis marginulata
Eleocharis marginulata är en halvgräsart som beskrevs av Ferdinand von Hochstetter och Ernst Gottlieb von Steudel. Eleocharis marginulata ingår i släktet småsäv, och familjen halvgräs. Inga underarter finns listade i Catalogue of Life.